# Peter Nothjung
Peter Nothjung (1821-1866) foi um alfaiate em Colónia, Alemanha, onde ingressou na Associação dos Trabalhadores de Colónia. Nothjung também tornou-se membro da Liga Comunista. Como tal, ele serviu como emissário entre a Associação dos Trabalhadores de Colónia e a Autoridade Central da Liga Comunista. Nothjung mais tarde foi acusado pelas autoridades prussianas de actividades traidoras e tornou-se um dos réus no "Julgamento Comunista de Colónia" em 1852.